# St.-Matthäus-Kirche (Rodenkirchen)

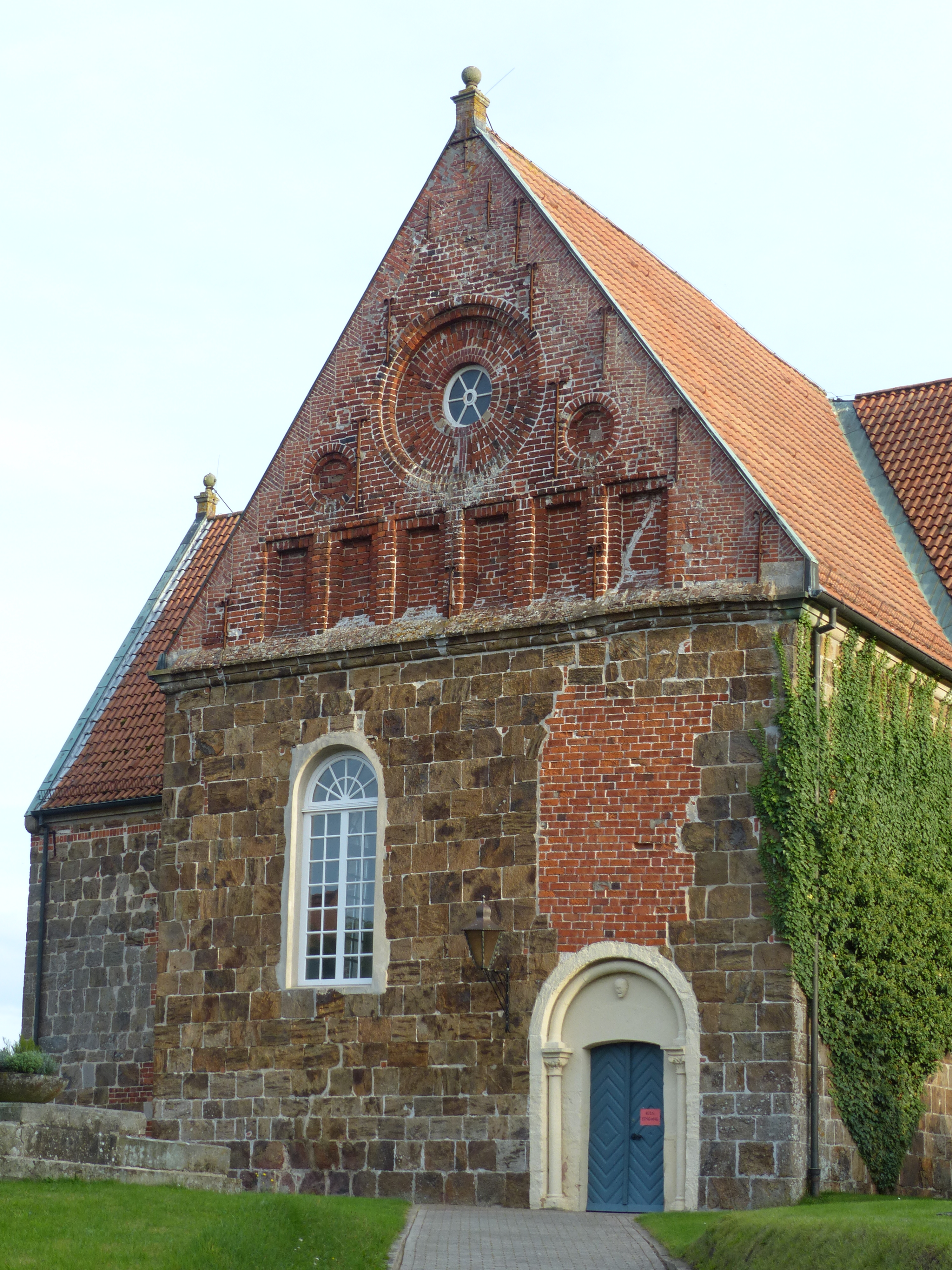
Matthäuskirche, Nordgiebel, romanischer Sandsteinbau mit eher frühgotischem Backsteingiebel

Die St.-Matthäus-Kirche ist eine evangelisch-lutherische Kirche in Rodenkirchen (Gemeinde Stadland, Landkreis Wesermarsch, Niedersachsen).
Sie steht auf einer etwa fünf Meter hohen Wurt aus Klei.
Das Gotteshaus ist eine aus Portasandstein erbaute turmlose Saalkirche des 13. Jahrhunderts, damals die Hauptkirche des rüstringischen Stadlandes. Ihr Ruhm beruht allerdings auf ihrer nachreformatorischen Ausstattung, vor allem dem Altarretabel und der Kanzel, zwei Hauptwerken Ludwig Münstermanns, dem bedeutendsten Bildschnitzer des Manierismus in Norddeutschland.

## Baugeschichte
Für die Anfänge der Kirche liegen keine verwertbaren Quellen vor, entsprechend unklar ist die frühe Baugeschichte. Da der Name Rodenkerken das erste Mal 1244 urkundlich erwähnt wurde, wird eine Kirche damals schon bestanden haben, die älteren Teile des bestehenden Baus werden jedenfalls meist ins 13. Jahrhundert datiert. Dieser war noch überwiegend romanisch geprägt. Außer der Hauptapsis in der Ostwand des Langhauses gab es Nebenapsiden an den Querhausarmen. Darüber befanden sich jeweils zwei Rundfenster. Im 14. Jahrhundert erhielt die Kirche zwei weitere Portale an den Langhausseiten, und im 15. Jahrhundert wurde sie durch einen gerade geschlossenen Chor vergrößert. Das zunächst rein spätgotische östliche Chorfenster wurde in der Renaissancezeit auf den neuen Altar abgestimmt. Seither besteht die Verglasung aus vier rechteckigen Bahnen.
Kämpfe um diese Kirche in den Kriegen der Stadt Bremen und der Grafen von Oldenburg gegen die von hier aus Widerstand leistenden friesischen Häuptlinge brachten Zerstörungen und Veränderungen mit sich, so wurden die ursprünglich gewölbten Ostteile schließlich nur noch flach gedeckt. Die Form der Fensteröffnungen ist nicht mehr ursprünglich und die Westwand mit davorgesetztem Glockenhaus stammt aus dem Jahr 1901.

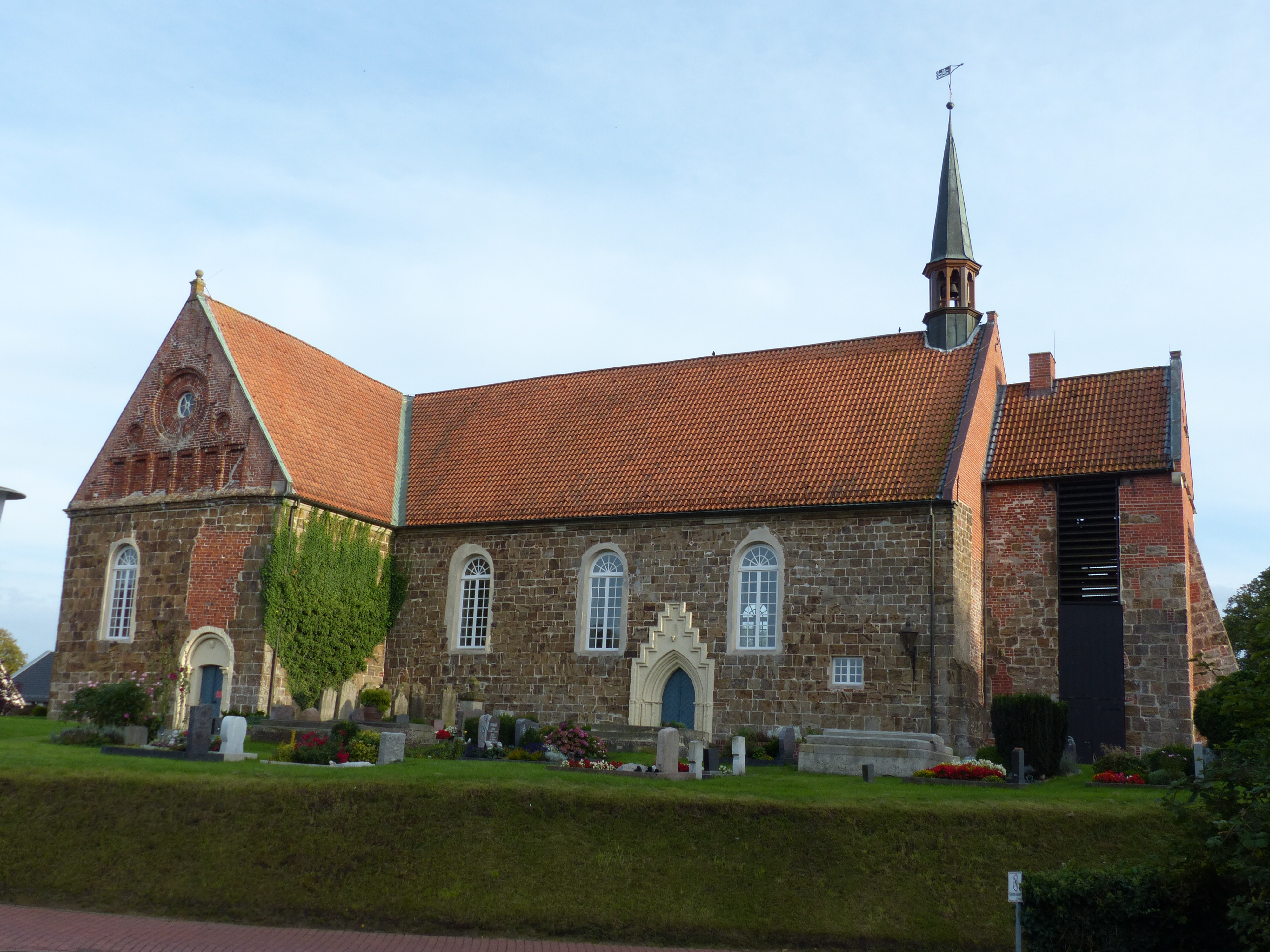
Nordseite
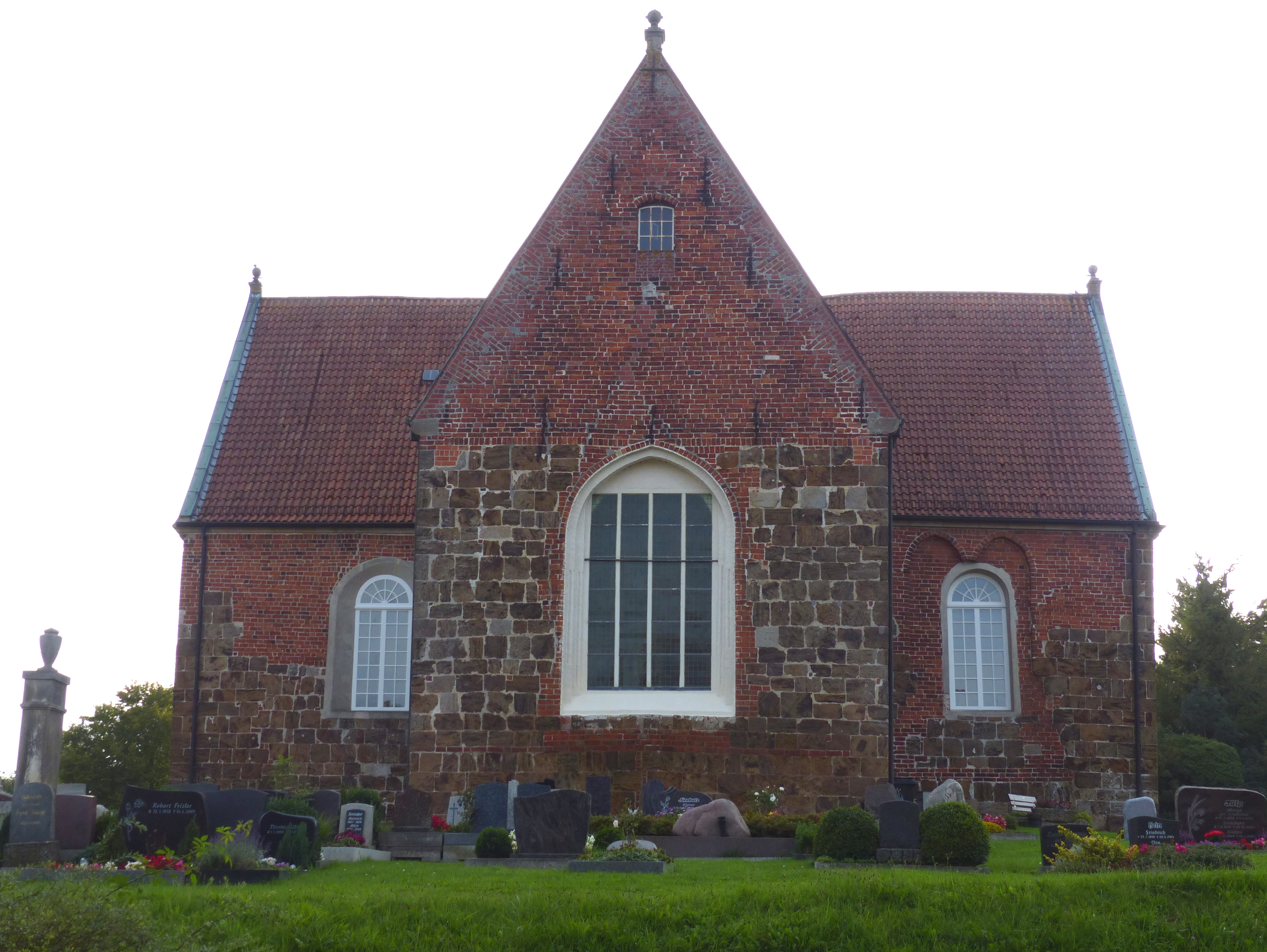
Chorgiebel und Querhausarme
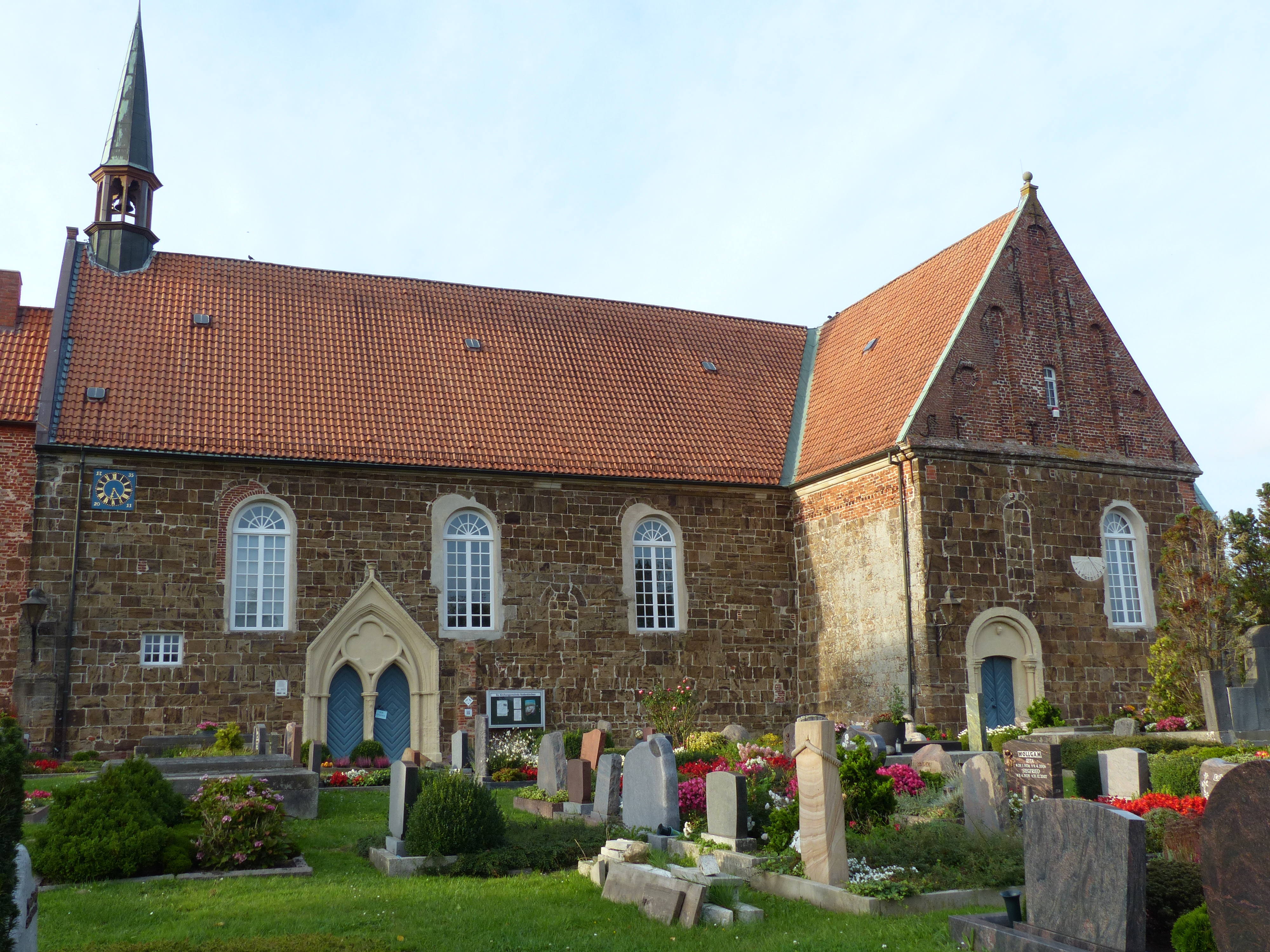
Südseite, Giebeldreieck vereinfacht ersetzt

## Ausstattung

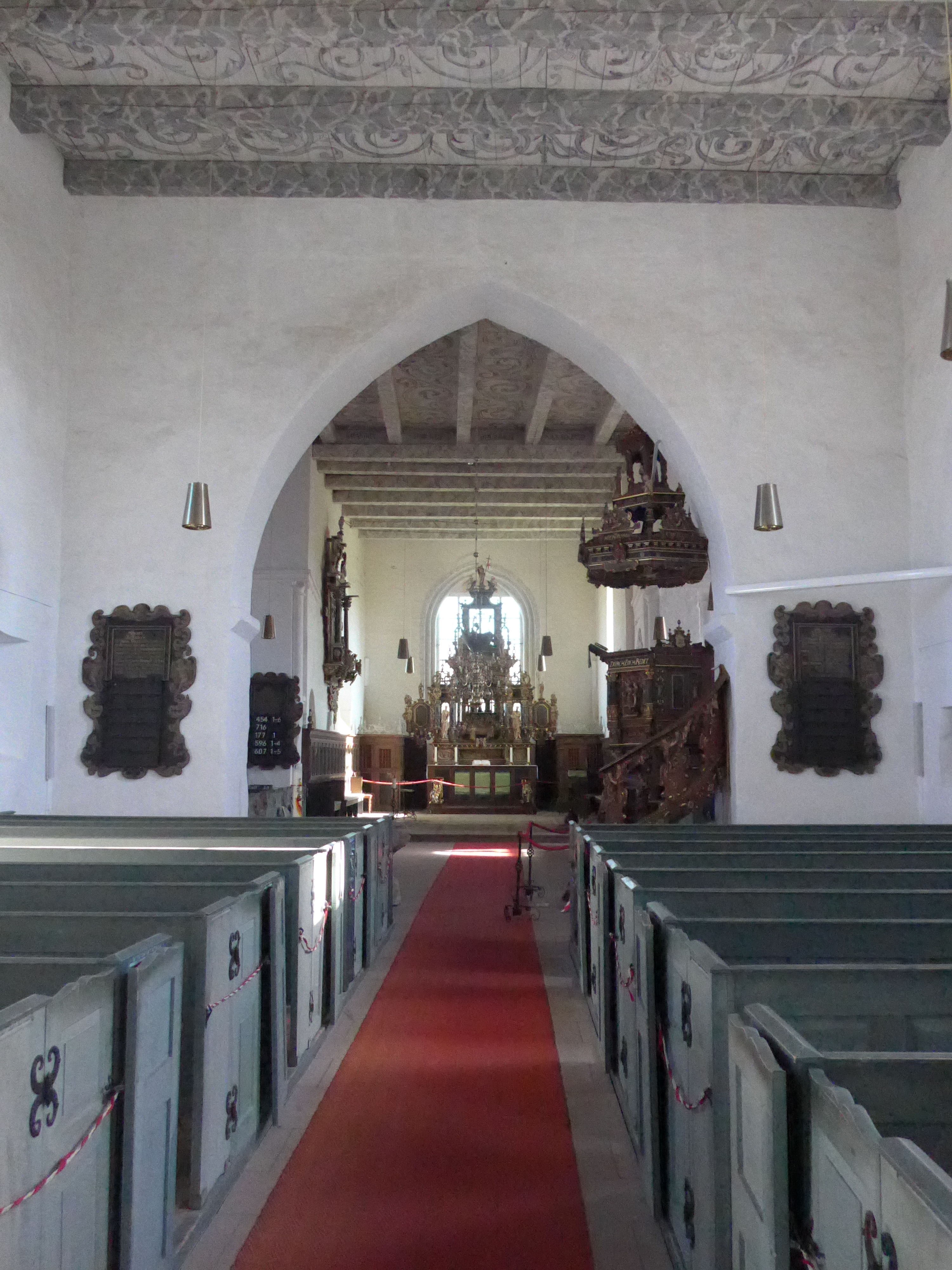
Innenansicht der Kirche in Rodenkirchen nach Osten

Aus mittelalterlicher Zeit haben sich nur 12 geschnitzte Apostel, 2. Hälfte 15. Jahrhundert, aus einem verlorenen Altar, jetzt an der Brüstung der Orgelempore, erhalten.
Zu den Arbeiten der Münstermann-Werkstatt im 17. Jahrhundert gehören Altar, Kanzel und die Umarbeitung des ursprünglich romanischen Taufsteins, ferner das Epitaph der Eheleute Dethmers von 1637, das 1649 von Siabbe und Rinet Tantzen gestiftete, aufwendig im Ohrmuschelstil gerahmte Gemälde des Jüngsten Gerichts und auch die Nummerntafel von 1691. Über der Orgelempore von 1738 erhebt sich der 1758 datierte Orgelprospekt.

### Altar

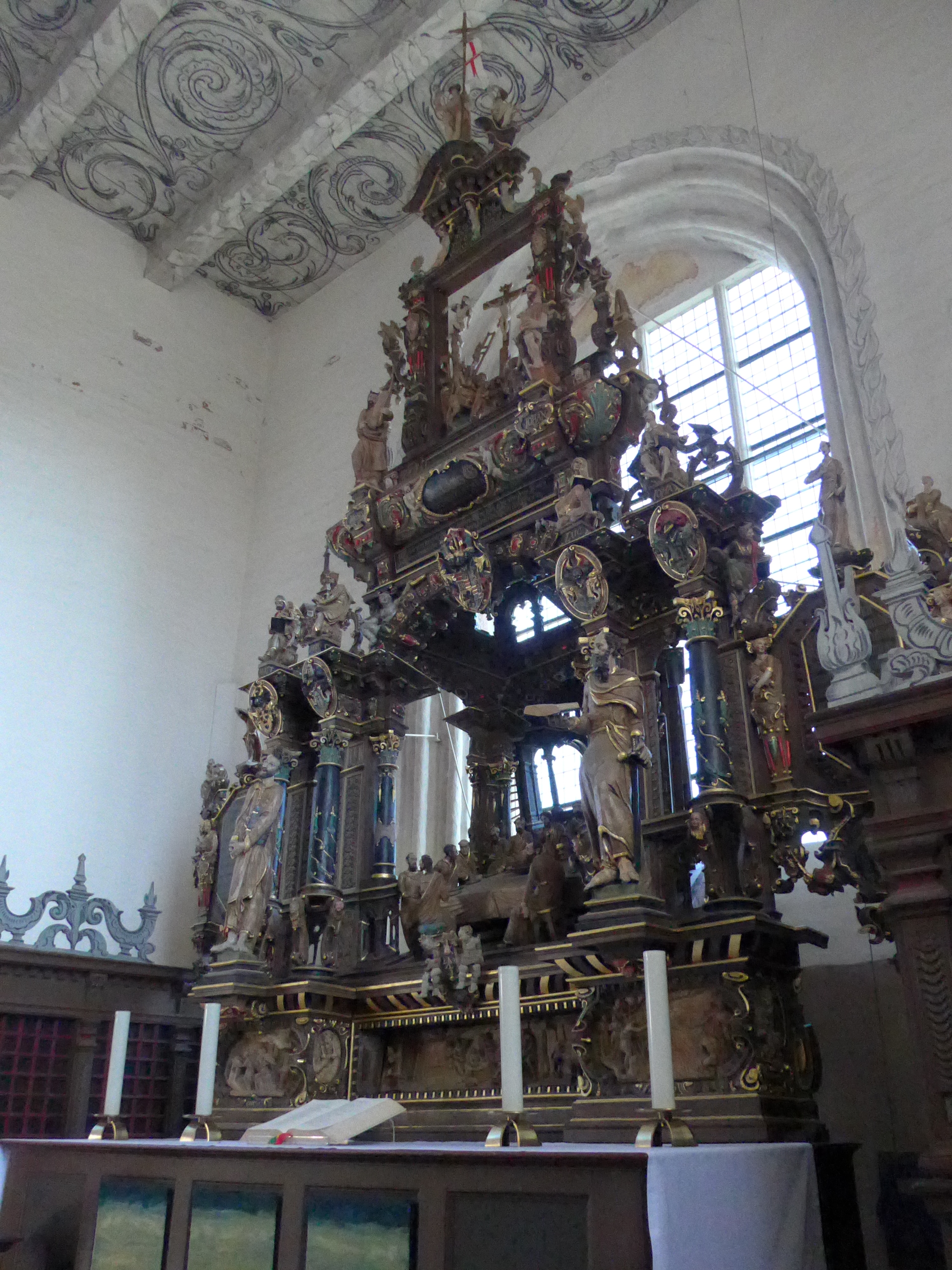
Rodenkirchen, St. Matthäus, Altar von L. Münstermann, 1629

Der Altaraufsatz ist ein weitgehend eigenhändiges, signiertes (Schild am Gesims oberhalb der Predella) und 1629 datiertes Werk des Hamburger Bildhauers Ludwig Münstermann. Nachdem die Werkstatt wohl schon seit 1618 am Altar gearbeitet hatte, erfolgte die erst nach und nach finanzierbare Bemalung erst nach zwischen 1630 und 1639. Das innere Gerüst des Aufbaus besteht aus Eiche, Ornamente und Figuren sind aus Linde geschnitzt. Die Höhe beträgt 591 cm, die Breite 455 cm.
In starker räumlicher Auflösung und Durchlichtung des filigranen Aufbaus entfaltet sich in zwei Hauptgeschossen um die Darstellungen des Abendmahls und der Kreuzigung eine figurenreiche Verbildlichung der Heilsgeschichte, an der auch Propheten und Reformatoren teilhaben. Bemerkenswert ist die ungewöhnliche Perspektive des Bühnenraumes für die Abendmahlsdarstellung, die sich bis zu einer Tiefe von über zwei Metern bis auf die Sohlbank des Chorfensters ausdehnt. Bekrönt wird das komplexe Gebilde vom auferstandenen Christus. Die Wirkung des Werks beruht einerseits auf dem prunkvollen und schmuckhaften Ornamentreichtum, andererseits im verschwenderischen Einsatz kräftiger Farben, deren Effekte noch durch lüstrierende Techniken (auf Silberfolie aufgetragene Farblasuren) gesteigert wurden. Freilich entspricht das heutige Erscheinungsbild nur bedingt der Münstermannschen Originalfarbigkeit, die auch die jüngsten Restaurierungen nicht mehr unter den Übermalungen des 18. bis 20. Jahrhunderts hervorholen konnte.

### Kanzel

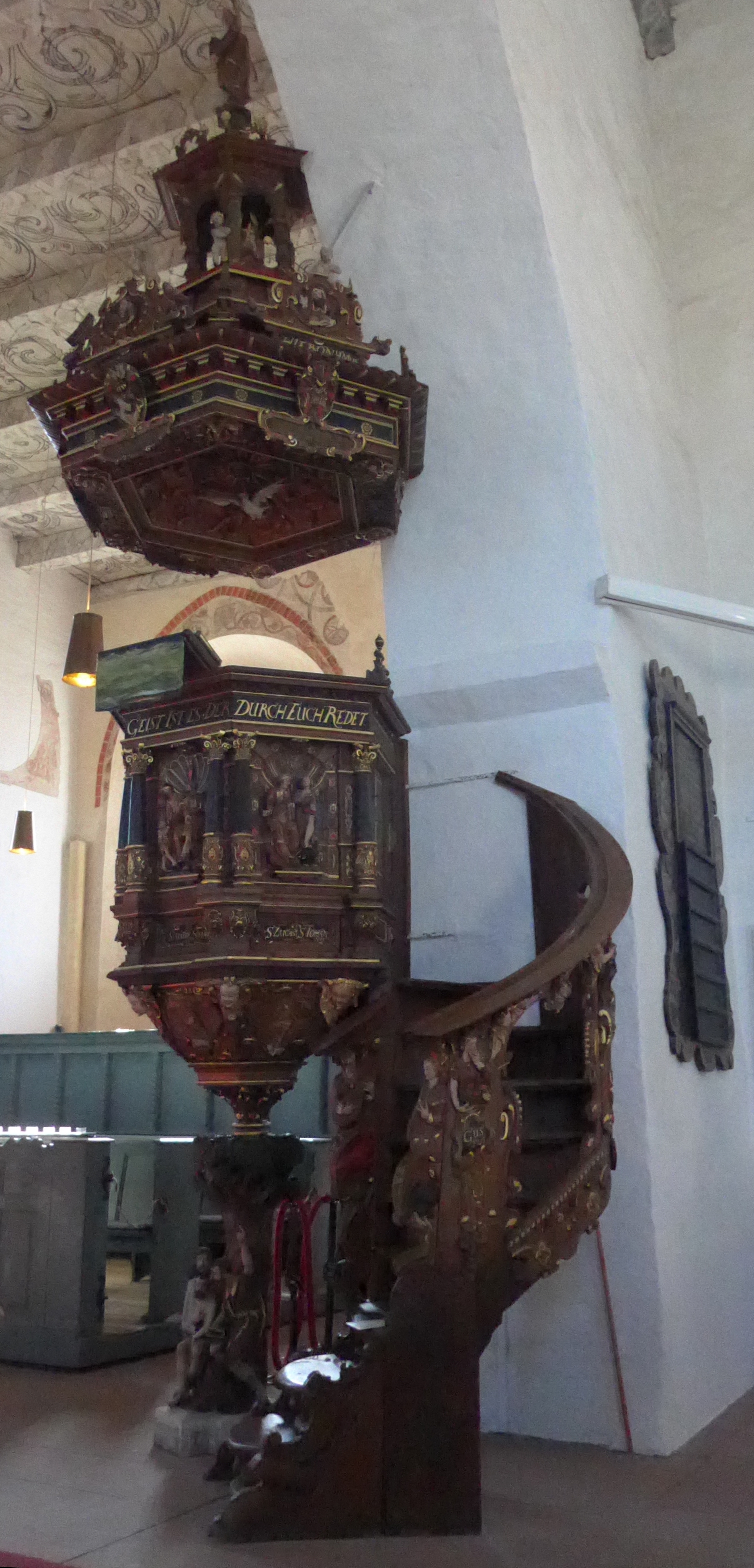
Rodenkirchen, St. Matthäus, Kanzel von L. Münstermann, 1631

Ludwig Münstermann ist auch der Schöpfer der Kanzel mit Schalldeckel und ursprünglicher Treppe. Eine Inschrift am Kanzelboden nennt das Jahr der Fertigstellung (1631) und die Werkstattmitarbeiter, darunter Münstermanns Söhne Johan und Claus. Die Kanzelstütze in Form eines rechts belaubten, links dürren Baumes wiederholt ein seit Cranach häufig benutztes, dichotomes Bildschema der lutherischen Ikonographie: Unter dem Baum sitzt Adam, ihm zur Seite Moses und Johannes der Täufer. Diese typologische Gegenüberstellung von Altem und Neuem Testament, der theologischen Kategorien von Gesetz und Gnade, Verdammnis und Erlösung setzt sich oben fort mit Propheten und Evangelisten, der Ehernen Schlange und der Kreuzigung, dem Sündenfall und der Auferstehung. Im Schalldeckel ist das Pfingstwunder mit Maria und den 12 Aposteln dargestellt, in den Giebelkartuschen die Kirchenväter darüber Putten mit den Leidenswerkzeugen, in der Laterne die Dreifaltigkeit und als Bekrönung ein Engel mit dem Kirchenmodell. Aus dem theologischen Programm fallen die Personifikationen der Fünf Sinne an der Kanzeltreppe (einem noch quasi „weltlichen“ Bereich) heraus. Auch bei der Kanzel ist wie beim Altar die farbige Fassung nur das Ergebnis einer Rekonstruktion, die 1964 aufgrund von freigelegten Farbresten der Erstfassung von 1638 vorgenommen wurde.

### Taufstein
Steinernes Taufbecken in Kelchform, am Fuß Beschlagwerkornament, an der Kuppa zwischen Hermen in sechs ovalen Feldern Pelikanemblem, Wappen und vier Hausmarken der Stifter, deren Namen auf dem umlaufenden Rand erscheinen. Die unsignierte Arbeit entstand wohl um 1630 zusammen mit einem inzwischen verlorenen Deckel in der Werkstatt des Ludwig Münstermann.

## Orgel

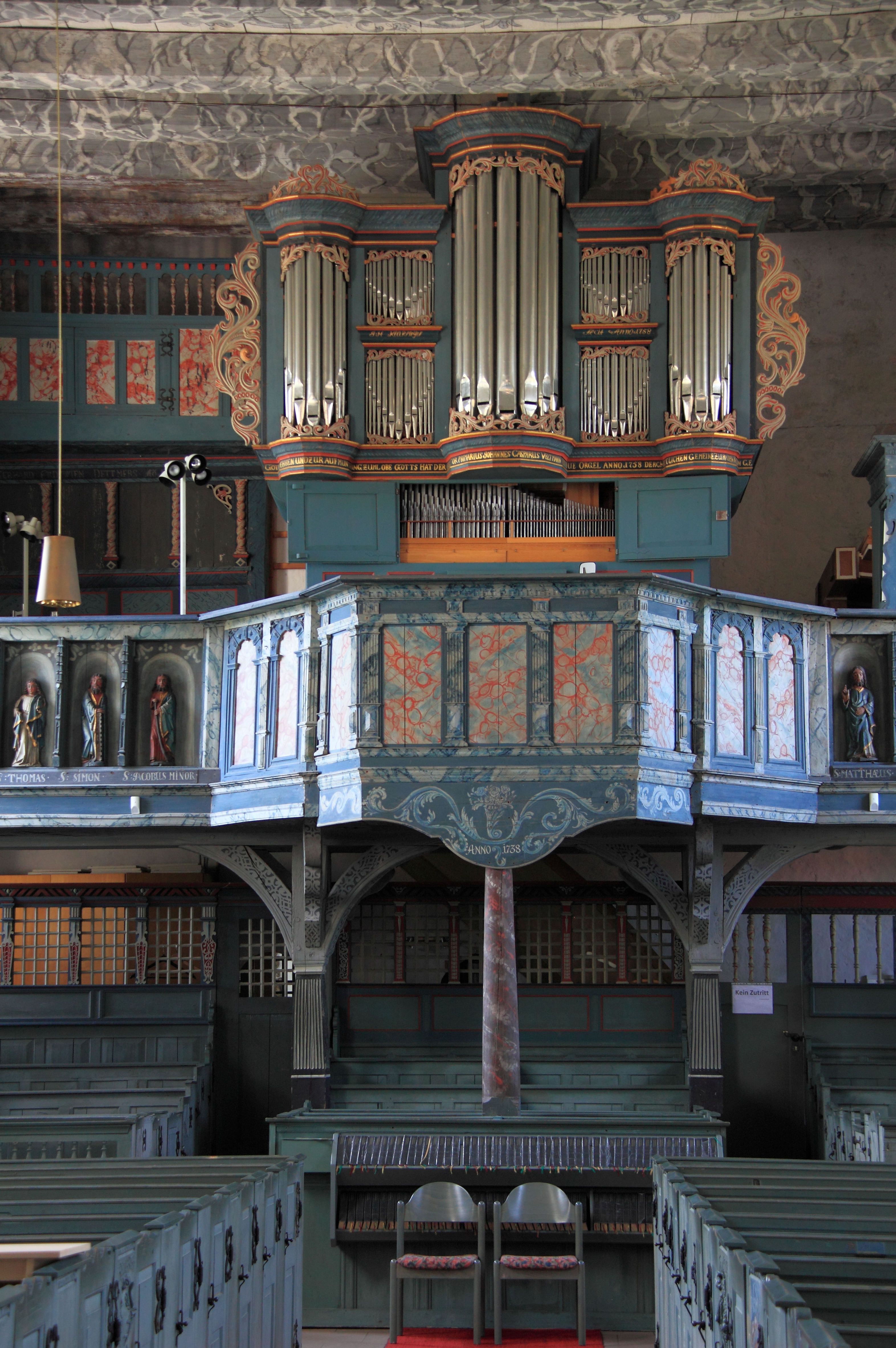
Blick auf die Orgel

Die erste (zweimanualige) Orgel wurde 1758 von dem Orgelbauer Johann Hinrich Klapmeyer erbaut. 1906 wurde in dem historischen Gehäuse nach einem Wasserschaden ein neues Instrument mit 15 Registern eingebaut, unter Wiederverwendung von acht historischen Registern. Das heutige Instrument wurde 1986 von dem Orgelbauer Alfred Führer (Wilhelmshaven) erbaut. Es hat 21 Register auf zwei Manualen und Pedal und wurde nach der Disposition der Orgel von 1758 angelegt, von der noch fünf Register erhalten sind. Die Trakturen sind mechanisch.
| I Hauptwerk C–f3 |            |       |        |
| 1.               | Quintatön  | 16′   | (1758) |
| 2.               | Principal  | 8′    | (1758) |
| 3.               | Rohrflöte  | 8′    |        |
| 4.               | Oktave     | 4′    | (1758) |
| 5.               | Quinte     | 2 ⁄3′ |        |
| 6.               | Oktave     | 2′    | (1758) |
| 7.               | Mixtur IV  | 2′    |        |
| 8.               | Trompete   | 8′    |        |
| 9.               | Vox humana | 8′    |        |

| II Brustwerk C–f3 |                 |       |        |
| 10.               | Gedackt         | 8′    | (1758) |
| 11.               | Flöte           | 4′    |        |
| 12.               | Waldflöte       | 2′    |        |
| 13.               | Sesquialtera II | 2 ⁄3′ |        |
| 14.               | Scharff III     | 1⁄2′  |        |
|                   | Blocktremulant  |       |        |

| Pedalwerk C–f1 |          |     |
| 15.            | Subbass  | 16′ |
| 16.            | Oktave   | 8′  |
| 17.            | Oktave   | 4′  |
| 18.            | Posaune  | 16′ |
| 19.            | Trompete | 8′  |
| 20.            | Trompete | 4′  |
| 21.            | Cornett  | 2′  |

- Koppeln: II/I, I/P, II/P

## Glocke
Im Turm hängt eine schwere Glocke, die 1863 von Andreas van Bergen aus Stickelkamp (Hesel) durch Umguss einer älteren Glocke aus dem Jahre 1849 gefertigt wurde. Die Vorgängerglocke hat selbst zwei Umgüsse erlebt. Die erste Glocke goss Johan Fresen aus Osnabrück 1489. Die Glocke hat einen Durchmesser von 1,70 Meter. Die Inschrift lautet nach dem Lied von der Glocke von Friedrich Schiller: „Was unten tief dem Erdensohne / Das wechselnde Verhängnis bringt, /Das schlägt an die metallne Krone, /Die es erbaulich weiter klingt.“

## Verwaltung
Die Kirchengemeinde unterhält für den unmittelbaren örtlichen Kontakt ein Kirchenbüro in Rodenkirchen. Weitergehende Funktionen nimmt die Regionale Dienststelle des Kirchenkreises Wesermarsch mit Sitz in Nordenham wahr.